# The Live Demonstration Tape
The Live Demonstration Tape er et demobånd indspillet af det britiske band Oasis fra marts til juni 1993. Indspillet på Dock Road, Liverpool i The Real People's studie og Mauldeth Road West, Manchester. Båndet, som blev delt ud til bl.a. deres senere manager Alan McGee, da han første gang så bandet optræde på King Tut's, Glasgow, Skotland, består af 6 numre i alt, men egentlig, blev der indspillet omkring 12 numre i alt. På coveret, som blev designet af vennen, Tony French, ses hvivlende Union Jack, hvorom Noel udtaler sig: "But he forgot to put the plug-hole in the middle of the flag", so we had to explain it to everyone." Bag på coveret stod et telefonnummer, samt en note om at spørge efter Paul, Noels storbror. Mange af numrene indgik senere på debuten Definitely Maybe el. som b-sider. 

## Trackliste

### Side 1
1. "Cloudburst"
2. "Columbia"
3. "D'yer Wanna Be a Spaceman?"
4. "Strange Thing"

### Side 2
1. "Bring It on Down"
2. "Married with Children"
3. "Fade Away"
4. "Rock 'n' Roll Star"

## Andre demooptagelser fra førDenfinitely Maybe
På lp'en "Oasis – The Untold Story" findes fem andre kompositioner som menes at være blevet indspillet i Stockport samt Manchester i slutningen af 1991 el. 1992. På b-siden kan høres live versioner af disse optagelser. 
1. "Colour My Life"
2. "Take Me"
3. "See The Sun"
4. "Must Be The Music"
5. "Better Let You Know"

## Eksterne links
- Informationer om demobånd 2 Arkiveret 15. juni 2007 hos  Wayback Machine
- Informationer om demobånd 1 Arkiveret 14. juni 2007 hos  Wayback Machine